# Evertsoord
Evertsoord est un village néerlandais situé dans la commune de Horst aan de Maas, dans la province du Limbourg néerlandais. Le 1er janvier 2007, le village comptait 290 habitants.